# José Gorostiaga
José Emilio Gorostiaga Pirotta (Asunción, 4 marzo 1930 – 3 gennaio 2022) è stato un cestista paraguaiano.

## Carriera
Con il Paraguay ha disputato i Campionati del mondo del 1954, segnando 18 punti in 5 partite.